# Mullinalaghta
Mullinalaghta (irl. Mullach na Leachta) – wieś w Irlandii, w prowincji Leinster, w hrabstwie Longford. Według danych szacunkowych Głównego Urzędu Statystycznego Irlandii, w kwietniu 2016 roku miejscowość liczyła 447 mieszkańców. Miejscowość leży nad brzegiem jeziora Lough Gowna.

## Osoby związane z miejscowością
- Larry Cunningham (1938–2012) – irlandzki piosenkarz[2]